# Ricardo Páez
Ricardo David Páez Gómez, plus couramment appelé Ricardo Páez, né le 9 février 1979 à Acarigua au Venezuela, est un footballeur international vénézuélien. Il est le fils de Richard Páez.

## Biographie

### Équipe nationale
Ricardo Páez est convoqué pour la première fois en sélection le 10 août 2000 lors d'un match amical contre le Costa Rica, où il marque son premier but en sélection (défaite 5-1). 
Il dispute trois Copa América : en 2001, 2004 et 2007. Il atteint les quarts de finale de cette compétition en 2007. Il joue également 29 matchs comptant pour les tours préliminaires de la coupe du monde, lors des éditions 2002, 2006 et enfin 2010.
Au total il compte 64 sélections et 7 buts en équipe du Venezuela entre 1996 et 2007.

## Palmarès
- Avec le Mineros Guayana
  - Vainqueur de la Coupe du Venezuela en 2012